# Прянзерки
Пря́нзерки (рос. Прянзерки) — село у складі Нижньоломовського району Пензенської області, Росія.
Населення — 498 осіб (2010; 714 у 2002).
Національний склад станом на 2002 рік:
- росіяни — 99 %